# Rejon pitkiarancki

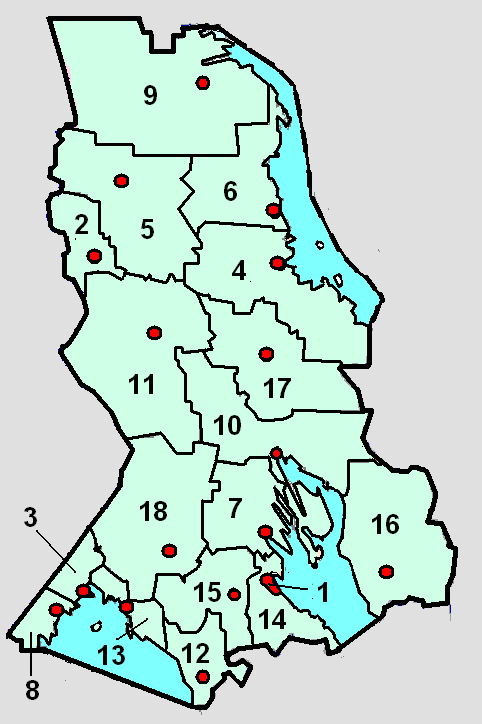
Podział administracyjny Karelii. Rejon pitkiarancki oznaczony numerem 13.
Czerwony punkt na terenie rejonu pokazuje lokalizację ośrodka administracyjnego

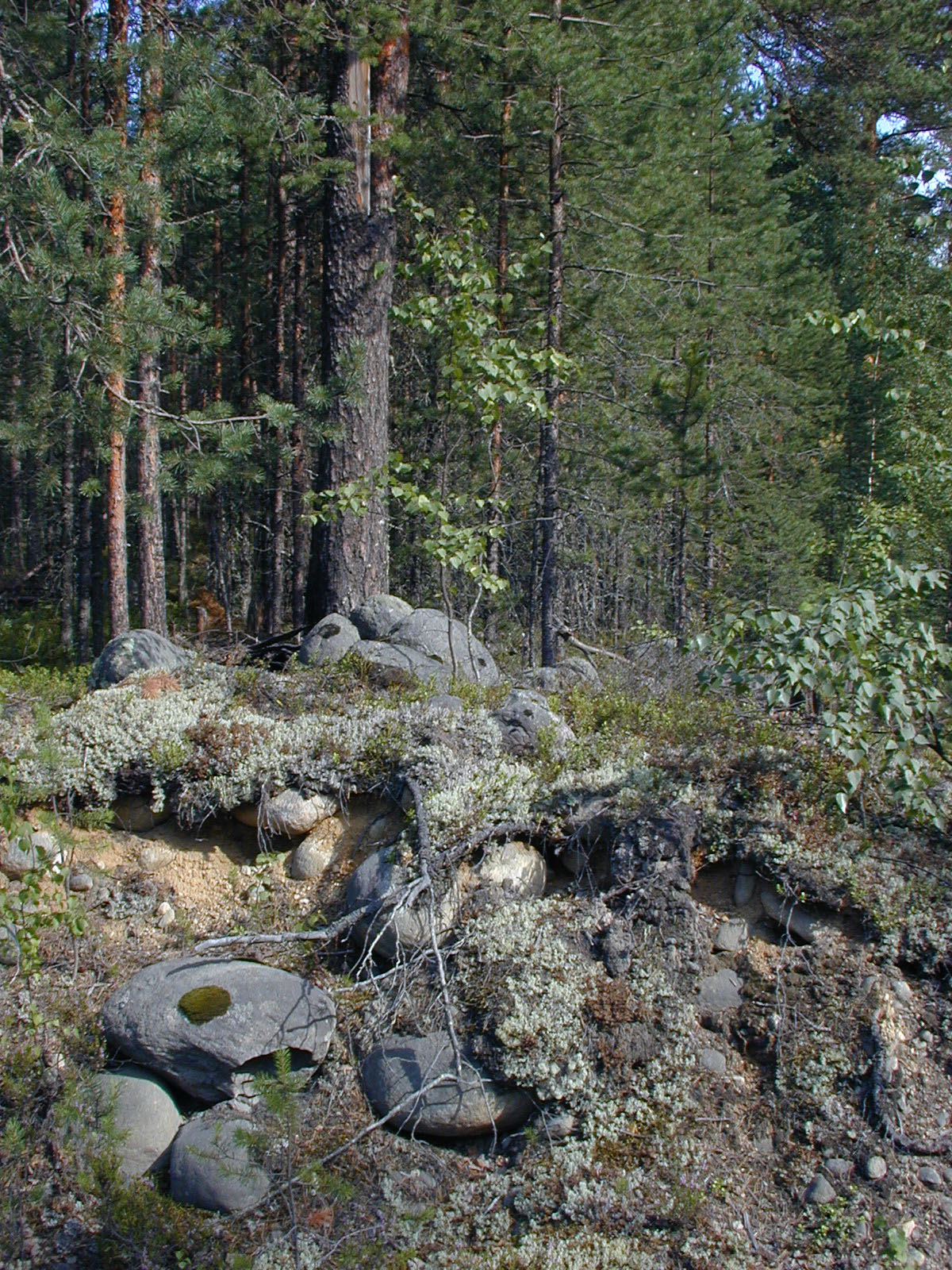
Karelska tajga

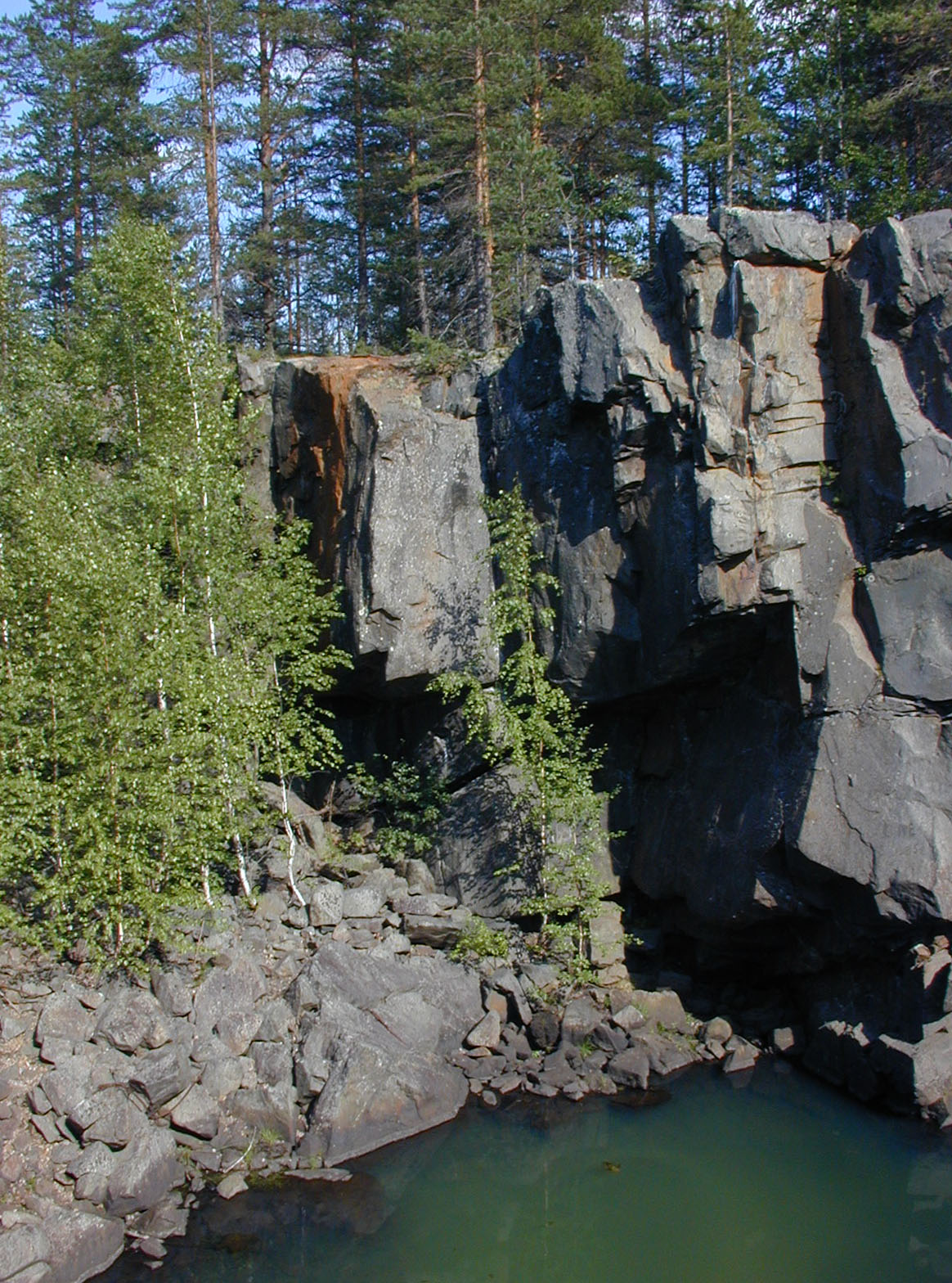
Karelskie skały

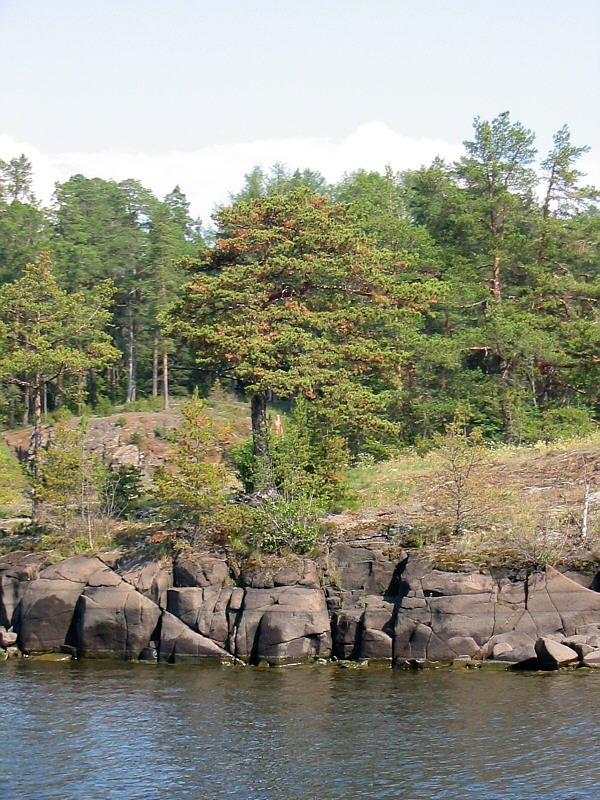
Krajobraz jednej z wysp na jeziorze Onega

Rejon pitkiarancki, ros. Питкярантский район – rejon w północno-zachodniej Rosji, wchodzący w skład rosyjskiej Republiki Karelii.

## Położenie
Rejon pitkiarancki leży na południu Karelii, nad jeziorem Ładoga.

## Powierzchnia
Obszar rejonu, o charakterze równinnym, ma powierzchnię 2253 km²; jego większość pokrywa tajga sosnowo-świerkowa, z domieszką brzozy i osiki oraz niewielkich ilości grabu i lipy. Na terenie tym znajdują się liczne niewielkie jeziora i małe rzeczki. Część obszaru stanowią bagna i torfowiska.

## Ludność
Rejon zamieszkany jest przez 23.181 osób (2005 r.), głównie Rosjan, a także przez rdzennych mieszkańców Karelii – Karelów. Kilkuprocentowy udział w populacji mają też dwie inne napływowe nacje: Ukraińcy i Białorusini.
W ostatnich latach populacja rejonu, tak jak populacja całej Karelii zmniejsza się w wyniku emigracji ludności do większych miast w Rosji w poszukiwaniu pracy oraz niskiego przyrostu naturalnego. Ponieważ wyjeżdżają głównie ludzie młodzi, średnia wieku mieszkańców rejonu jest wysoka, i wynosi ponad 40 lat dla kobiet i ok. 35 dla mężczyzn, przy czym na wsiach jest ona o ok. 5 lat wyższa niż w ośrodkach miejskich.
10.030 osób zamieszkuje na wsiach, stąd ludność miejska stanowi blisko 54% populacji.
Gęstość zaludnienia wynosi 10,3 os./km² i jest 2,5-krotnie wyższa niż średnia karelska

## Miasto i ośrodek administracyjny
Jedynym miastem na terenie rejonu piktiaranckiego jest skupiająca ponad połowę wszystkich mieszkańców rejonu Pitkiaranta, zamieszkana przez 13.151 osób (2005 r.). Stanowi ona ośrodek administracyjny tej jednostki podziału terytorialnego.

## Gospodarka
Gospodarka rejonu, podobnie jak gospodarka całej Karelii po rozpadzie ZSRR pogrążona jest w kryzysie.
Podstawowymi źródłami utrzymania dla mieszkańców rejonu jest pozyskiwanie drewna dla potrzeb przemysłu, uprawa ziemi i chów zwierząt, a także myślistwo i rybołówstwo. W Pitkiarancie znajduje się przemysł drzewny i celulozowo-papierniczy, a także drobny przemysł spożywczy oraz budowlany, bazujący na lokalnych złożach surowców. Także i w innych większych ośrodkach osadniczych znajduje się niewielki przemysł drzewny a oraz małe zakłady spożywcze (jak piekarnie czy masarnie), zatrudniające kilka-kilkanaście osób, produkujące na potrzeby rynku lokalnego.
Uprawa roli, mimo dość korzystnych warunków klimatycznych nie odgrywa większego znaczenia, uprawiane są w niewielkich ilościach, dla zaspokojenia lokalnych potrzeb jedynie ziemniaki, rośliny pastewne, niektóre warzywa oraz zboża: jęczmień, rzadziej żyto, także w niewielkich ilościach.
Na terenie rejonu prowadzona jest także chów bydła, świń oraz zwierząt futerkowych.

## Bogactwa mineralne

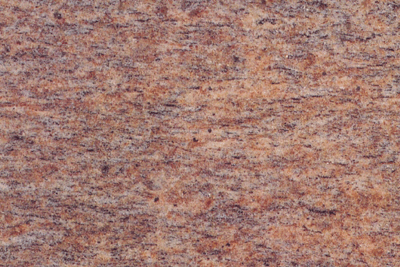
Czerwony gnejs granitowy

Na terenie rejonu, ok. 12 km od Pitkiaranty od końca XIX eksploatowane są złoża unikatowych czerwonych granitów i gnejsów granitowych, zwanych złożami walaamskimi, używanych do wykańczania ekskluzywnych budynków w Petersburgu i w miastach Finlandii.

## Klimat
Na terenie rejonu panuje klimat umiarkowany chłodny, przejściowy między morskim a kontynentalnym. Jest on w znacznym stopniu łagodzony bliskością dużych zbiorników wodnych (Morza Bałtyckiego i jeziora Ładoga).
Średnia roczna temperatura powietrza wynosi ok. 3°. Średnia temperatura najchłodniejszego miesiąca – lutego wynosi –9 do –10 °C, zaś najcieplejszego – czerwca – ok. +17 °C. Okres bez przymrozków wynosi ok. 130-150 dni.
W rejonie notuje się wysoki poziom opadów, głównie w postaci deszczu, których największe nasilenie ma miejsce w sierpniu.